# Boo KFUM
Boo KFUM är en idrottsförening i Nacka kommun med badminton, bordtennis, innebandy, tennis, judo, klättring och dans/musikal på programmet. Föreningen bildades i september 1950 av Owe Cedemar, Stig Cedemar, Bengt Gustafsson, Bengt Karlsson och Tage Lindh som spelade bordtennis i scoutstugan på Skjutbanevägen i Saltsjö-Boo. Klubben, som under de första 15 åren enbart ägnade sig åt bordtennis, expanderade snabbt och man klättrade i tabellserierna. Det första tävlingslaget bestod av Owe Cedemar, Stig Cedemar och Leif Nordqvist. Klubben utvecklade, bland annat genom en omfattande bingoverksamhet, en god ekonomi och under 1960-talet kunde man värva spelare. 1973 blev Boo KFUM svenska mästare i lag i bordtennis. 
I mitten av 1960-talet startades tennissektionen. 